# Athlétisme aux Jeux méditerranéens de 2009
Navigation
Les compétitions d'athlétisme des Jeux méditerranéens de 2009 se sont déroulées au Stade Adriatico de Pescara, du 30 juin au 3 juillet 2009.

## Épreuves au programme
44 épreuves d'athlétisme ont été disputées durant ces Jeux. Plusieurs épreuves ont été supprimées du programme officiel en raison d'une trop faible participation lors des éditions précédentes : le 3 000 m steeple, le 20 km marche, l'heptathlon et le relais 4 × 400 m chez les dames; le saut à la perche et le décathlon chez les messieurs.

## Records battus
Les records des Jeux ont été battus par les athlètes suivants :
| Athlète                | Pays    | Discipline       | Performance     | Date             |
| Libania Grenot         | Italie  | 400 m            | 50 s 30         | 2 juillet 2009   |
| Elisa Cusma            | Italie  | 800 m            | 1 min 59 s 87   | 2 juillet 2009   |
| Jamel Chatbi           | Maroc   | 3 000 m steeple  | 8 min 13 s 11   | 2 juillet 2009   |
| Kyriákos Ioánnou       | Chypre  | saut en hauteur  | 2,30 m          | 1er juillet 2009 |
| Salim Sdiri            | France  | saut en longueur | 8,29 m          | 3 juillet 2009   |
| Nikoléta Kiriakopoúlou | Grèce   | saut à la perche | 4,50 m          | 30 juin 2009     |
| Yennifer Frank Casañas | Espagne | lancer du disque | 65,58 m         | 1er juillet 2009 |
| Ivano Brugnetti        | Italie  | 20 km marche     | 1 h 22 min 33 s | 30 juin 2009     |

## Résultats

### Hommes
| Épreuves          | Or                                                                                          | Argent                                                                                         | Bronze                                                                                            |
| ----------------- | ------------------------------------------------------------------------------------------- | ---------------------------------------------------------------------------------------------- | ------------------------------------------------------------------------------------------------- |
| 100 m             | Martial Mbandjock 10 s 15                                                                   | Emanuele Di Gregorio 10 s 21                                                                   | Fabio Cerutti 10 s 23                                                                             |
| 200 m             | Amr Seoud 20 s 78                                                                           | Matteo Galvan 20 s 92                                                                          | Khalid Idrissi Zougari 20 s 95                                                                    |
| 400 m             | Mohamed Ashour Khouaja 45 s 77                                                              | Teddy Venel 46 s 04                                                                            | Yannick Fonsat 46 s 06                                                                            |
| 800 m             | Amine Laâlou 1 min 46 s 76                                                                  | Jeff Lastennet 1 min 47 s 74                                                                   | Aboubaker Elghatruni 1 min 48 s 10                                                                |
| 1 500 m           | Antar Zerguelaïne 3 min 37 s 49                                                             | Mohamed Moustaoui 3 min 37 s 99                                                                | Abdalaati Iguider 3 min 38 s 66                                                                   |
| 5 000 m           | Anis Selmouni 13 min 55 s 98                                                                | Stefano La Rosa 14 min 4 s 44                                                                  | Kemal Koyuncu 14 min 4 s 99                                                                       |
| 10 000 m          | Hicham Bellani 29 min 33 s 51                                                               | Mohammed Amyn 29 min 34 s 90                                                                   | Selim Bayrak 29 min 36 s 29                                                                       |
| Semi-marathon     | Ahmed Baday 1 h 4 min 6 s                                                                   | José Manuel Martínez 1 h 4 min 20 s                                                            | Ali Zaidi 1 h 4 min 36 s                                                                          |
| 110 m haies       | Jackson Quiñónez 13 s 60                                                                    | Dimitri Bascou 13 s 75                                                                         | Juraj Grabušić 13 s 82                                                                            |
| 400 m haies       | Sébastien Maillard 49 s 80                                                                  | Salah-Eddine Ghaidi 50 s 10                                                                    | Hamza Deaf 50 s 21                                                                                |
| 3 000 m steeple   | Jamel Chatbi 8 min 13 s 11                                                                  | Chakir Boujattaoui 8 min 13 s 83                                                               | Halil Akkaş 8 min 30 s 84                                                                         |
| 4 × 100 m         | Italie Maurizio Checcucci Simone Collio Emanuele Di Gregorio Fabio Cerutti 38 s 82          | France Emmanuel Ngom Priso Ydrissa M'Barke Pierre-Alexis Pessonneaux Christophe Bonnet 39 s 49 | Turquie Emrah Altunkalem Ali Ekber Kayaş Mustafa Delioğlu Tuncay Örs 40 s 73                      |
| 4 × 400 m         | Espagne Aitor Martín Esteban Santiago Ezquerro Cordón Mark Ujakpor Marc Orozco 3 min 6 s 19 | France Yannick Fonsat Akhenaton Silou Salah-Eddine Ghaidi Nicolas Fillon 3 min 6 s 28          | Grèce Tilémahos Roútas Dimítrios Grávalos Padeleímon Melahrinoúdis Pétros Kiriakídis 3 min 6 s 29 |
| 20 km marche      | Ivano Brugnetti 1 h 22 min 33 s                                                             | Giorgio Rubino 1 h 22 min 34 s                                                                 | Juan Manuel Molina 1 h 23 min 02 s                                                                |
| Saut en longueur  | Salim Sdiri 8,29 m                                                                          | Yahya Berrabah 8,23 m                                                                          | Loúis Tsátoumas 8,20 m                                                                            |
| Triple saut       | Fabrizio Schembri 17,09 m                                                                   | Dimítrios Tsiámis 16,98 m                                                                      | Daniele Greco 16,64 m                                                                             |
| Saut en hauteur   | Kyriákos Ioánnou 2,30 m                                                                     | Konstadínos Baniótis 2,28 m                                                                    | Dragutin Topić 2,26 m                                                                             |
| Lancer du poids   | Manuel Martínez 20,30 m                                                                     | Hamza Alić 20,05 m                                                                             | Nedžad Mulabegović 19,85 m                                                                        |
| Lancer du disque  | Frank Casañas 65,58 m                                                                       | Ercüment Olgundeniz 63,48 m                                                                    | Yasser Farag 61,07 m                                                                              |
| Lancer du marteau | Nicola Vizzoni 75,92 m                                                                      | Jérôme Bortoluzzi 73,73 m                                                                      | Aléxandros Papadimitríou 73,69 m                                                                  |
| Lancer du javelot | Fatih Avan 79,78 m                                                                          | Spirídon Lebésis 78,66 m                                                                       | Matija Kranjc 77,82 m                                                                             |

### Femmes
| Épreuves          | Or                                                                     | Argent                                                                          | Bronze                                                                |
| ----------------- | ---------------------------------------------------------------------- | ------------------------------------------------------------------------------- | --------------------------------------------------------------------- |
| 100 m             | Yeoryía Koklóni 11 s 41                                                | Myriam Soumaré 11 s 46                                                          | Eléni Artymatá Ayodele Ikuesan 11 s 55                                |
| 200 m             | Eléni Artymatá 23 s 16                                                 | Sabina Veit 23 s 45                                                             | Vincenza Calì 23 s 49                                                 |
| 400 m             | Libania Grenot 50 s 30                                                 | Daniela Reina 52 s 34                                                           | Aurélie Kamga 53 s 26                                                 |
| 800 m             | Elisa Cusma 1 min 59 s 87                                              | Halima Hachlaf 2 min 00 s 91                                                    | Eléni Filándra 2 min 01 s 13                                          |
| 1 500 m           | Elisa Cusma 4 min 11 s 88                                              | Btissam Lakhouad 4 min 12 s 07                                                  | Habiba Ghribi ép. Boudraa 4 min 12 s 37                               |
| 5 000 m           | Hanane Ouhaddou 15 min 12 s 75                                         | Elena Romagnolo 15 min 13 s 19                                                  | Silvia Weissteiner 15 min 13 s 19                                     |
| 10 000 m          | Elvan Abeylegesse 31 min 51 s 98                                       | Olivera Jevtić 32 min 23 s 06                                                   | Kenza Dahmani 32 min 48 s 44                                          |
| Semi-marathon     | Anna Incerti 1 h 12 min 25 s                                           | Rosaria Console 1 h 12 min 34 s                                                 | Kenza Dahmani 1 h 12 min 39 s                                         |
| 100 m haies       | Nevin Yanıt 13 s 08                                                    | Sandra Gomis 13 s 24                                                            | Micol Cattaneo 13 s 39                                                |
| 400 m haies       | Phara Anacharsis 56 s 66                                               | Aurore Kassambara 56 s 89                                                       | Nikolina Horvat 56 s 97                                               |
| 4 × 100 m         | France Myriam Soumaré Ayodele Ikuesan Nelly Banco Émilie Gaydu 43 s 79 | Italie Anita Pistone Maria Aurora Salvagno Giulia Arcioni Vincenza Calì 43 s 86 | Grèce María Gátou Agní Dervéni Andriána Férra Georgia Kokloni 45 s 45 |
| Saut en longueur  | Tania Vicenzino 6,54 m                                                 | Karin Mey Melis 6,53 m                                                          | Nina Kolaric 6,50 m                                                   |
| Triple saut       | Athanasía Pérra 14,62 m                                                | Teresa Nzola Meso Ba 14,16 m                                                    | Paraskeví Papahrístou 14,12                                           |
| Saut en hauteur   | Antonietta Di Martino 1,97 m                                           | Burcu Ayhan 1,89 m                                                              | Adonía Steryíou 1,89 m                                                |
| Saut à la perche  | Nikoléta Kyriakopoúlou 4,50 m                                          | Mariánna Zaharíadi 4,45 m                                                       | Anna Giordano Bruno 4,30 m                                            |
| Lancer du poids   | Jessica Cérival 17,77 m                                                | Assunta Legnante 17,44 m                                                        | Chiara Rosa 17,24 m                                                   |
| Lancer du disque  | Mélina Robert-Michon 61,17 m                                           | Vera Begić 60,29 m                                                              | Dragana Tomašević 58,73 m                                             |
| Lancer du marteau | Silvia Salis 70,39 m                                                   | Clarissa Claretti 69,35 m                                                       | Stilianí Papadopoúlou 67,55 m                                         |
| Lancer du javelot | Vojsavva Líka 60,97 m                                                  | Zahra Bani 60,65 m                                                              | Martina Ratej 59,08 m                                                 |

## Tableau des médailles
Classement général des nations par médailles obtenues
| Rang | Nation  | Or | Argent | Bronze | Total |
| ---- | ------- | -- | ------ | ------ | ----- |
| 1    | Italie  | 11 | 12     | 7      | 30    |
| 2    | France  | 7  | 12     | 3      | 22    |
| 3    | Maroc   | 6  | 6      | 2      | 14    |
| 4    | Grèce   | 4  | 3      | 8      | 15    |
| 5    | Espagne | 4  | 1      | 2      | 7     |
| 6    | Turquie | 3  | 3      | 4      | 10    |
| 7    | Chypre  | 2  | 1      | 1      | 4     |
| 8    | Libye   | 1  | 0      | 3      | 4     |
| 9    | Algérie | 1  | 0      | 2      | 3     |
| 10   | Tunisie | 0  | 0      | 2      | 2     |

## Équipe de France
- Équipe de France aux Jeux